# Giuseppe Azzini
Giuseppe Azzini (Gazzuolo, 26 de março de 1891 – Ospedaletti, 11 de novembro de 1925) foi um ciclista italiano, irmão de Luigi e Ernesto Azzini, que foi profissional entre 1912 e 1924. Como tantos outros desportistas da época viu cortada sua progressão por culpa da Primeira Guerra Mundial. Como amador se proclamou Campeão de Itália em 1911. Destacou como rodador e gregário de Costante Girardengo. Tomou parte em sete edições do Giro d'Italia, conseguindo 4 vitórias de etapa. Também ganhou a Milano-Torino de 1913. Morreu muito jovem, aos 34 anos, fruto de uma tuberculose.

## Palmarés
| - 1911 - Tour de Umbria - 1912 - 3.º no Campeonato da Itália em Estrada - 1913 - Milano-Torino - 2 etapas do Giro d'Italia - 1914 - 2 etapas do Giro d'Italia - 3.º no Campeonato da Itália em Estrada | - 1919 - 3.º no Campeonato da Itália em Estrada - 1920 - Giro da Província de Milão, com Gaetano Belloni - 1921 - Giro da Província de Milão, com Costante Girardengo |

## Resultados nas Grandes Voltas
| Corrida            | 1910 | 1911 | 1912 | 1913 | 1914 | 1915 | 1916 | 1917 | 1918 | 1919 | 1920 | 1921 | 1922 | 1923 | 1924 |
| ------------------ | ---- | ---- | ---- | ---- | ---- | ---- | ---- | ---- | ---- | ---- | ---- | ---- | ---- | ---- | ---- |
| Giro d'Italia      | -    | -    | -    | 3.º  | Ab.  | X    | X    | X    | X    | Ab.  | Ab.  | Ab.  | Ab.  | -    | -    |
| Tour de France     | -    | -    | -    | -    | -    | X    | X    | X    | X    | Ab.  | -    | -    | -    | -    | -    |
| Volta a Espanha    | X    | X    | X    | X    | X    | X    | X    | X    | X    | X    | X    | X    | X    | X    | X    |
| Mundial em Estrada | X    | X    | X    | X    | X    | X    | X    | X    | X    | X    | X    | X    | X    | X    | X    |

-: Não participa

Ab.: Abandono

X: Edições não celebradas